# فيليكس فور
فيليكس فور (بالفرنسية Félix Faure) : سياسي فرنسي.
ولد فور بتاريخ 30 كانون الثاني 1841 في باريس، وتوفي فيها بتاريخ 16 شباط 1899.
خلال عام 1894 كان فور وزيراً للبحرية. انتخب عام 1895 رئيساً للجمهورية الفرنسية. توفي فجأة في قصر الإليزيه أثناء لقاءه بعشيقته مارغريت ستنهيل.

## روابط خارجية
- فيليكس فور على موقع الموسوعة البريطانية (الإنجليزية)